# UDP (Usenet)
UDP (ang. Usenet Death Penalty – usenetowa kara śmierci) – najwyższa kara za nadużycia w Usenecie wobec dostawcy Internetu lub użytkownika. Oznacza ona blokadę dostępu do Usenetu ukaranego za spam lub inne naruszenia standardów usenetowych. 
Istnieją trzy rodzaje kar UDP:
- Aktywna – automatyczne anulowanie wiadomości na serwerach czy z pomocą cancelbotów.
- Pasywna – wiadomości są ignorowane; wysłane przez ukaranego – odrzucane, otrzymane z innych serwerów – nie rozprowadzane dalej.
- Częściowa – stosowana w obrębie pewnych hierarchii, a nie rozciągnięta na cały Usenet.